# Maculinea anresion
Maculinea anresion är en fjärilsart som beskrevs av Hans Fruhstorfer. Maculinea anresion ingår i släktet Maculinea och familjen juvelvingar. Inga underarter finns listade i Catalogue of Life.